# Prix Georges-Goyau
Le prix Georges-Goyau est un prix de l'Académie française remis à l'auteur d’un ouvrage d'histoire locale, quinquennal depuis 2013.
Son nom rend hommage à Georges Goyau, (1869-1939), historien et essayiste français, spécialiste de l'histoire religieuse, qui écrivait sous le nom de plume « Léon Grégoire ».

## Historique
L'ancien prix Georges-Goyau, avant regroupement des fondations, était un prix annuel créé en 1945 par l'Académie française. En 1994, le regroupement des fondations Georges Goyau, René Petiet et Toutain, amène la création du nouveau prix Georges-Goyau, annuel jusqu'en 2010, puis devenu biennal, et quinquennal depuis 2013.Georges-Goyau,,,,.

## Liste des lauréats
La liste des lauréats est publiée par l'Académie française.

### Années 1950
- 1954 : R.P. Jean Lafrenez, Histoire de la Mission de Pondichéry
- 1956 : 
  - Abbé Ferdinand Renaud, Michel Le Nobletz
  - Bernard de Vaulx, Les plus beaux textes sur les missions
- 1958 : Mgr Simon Delacroix, Les missions des origines au XVIe siècle. Les missions modernes

### Années 1960
- 1960 : R.P. Vital Jourdan, Le père Damien
- 1962 : Bernard de Vaulx, Les Missions, leur histoire
- 1964 : 
  - Abbé Pierre Arnaud, Valvignières en Helvie
  - Gilles Caster, Le commerce du pastel et de l’épicerie à Toulouse de 1450 à 1561
  - Osmin Ricau, Histoire des Cagots
- 1966 : 
  - Hélène Derréal, Un missionnaire de la Contre-Réforme
  - Jean Leflon, Eugène de Mazenod
- 1968 : Jacques Meurgey de Tupigny, Armorial de la Généralité de Paris

### Années 1970
- 1970 : 
  - Antoine de Bouillé, Varennes et la dernière chance de Louis XVI
  - René Nelli, La vie quotidienne des Cathares au XIIIe siècle
- 1971 : 
  - Jean-Honoré Prat, Paysages, vie et visages des Yvelines
  - Jean-Baptiste Rivet, Berck, jadis et naguère
- 1972 : 
  - Jean Fayet, Un village du Bas-Languedoc : Marseillan
  - Pierre Martin-Civat, Cognac et le Cognaçais pittoresque
  - Adelin Moulis, Ax-les-Thermes
  - Jean Piat, Croix. Dix siècles d’histoire
- 1974 : 
  - Jacques Paul, L’histoire intellectuelle de l’Occident médiéval
  - Pierre Riché, La vie quotidienne dans l’empire Carolingien
  - René Taveneaux, La vie quotidienne des Jansénistes
- 1975 : 
  - Jacques Catinat, Les châteaux de Chatou et le Nymphée de Soufflot
  - René Faille, Cordouan, les Balaines, Chassiron (les trois plus anciens phares de France)
  - Christian Guiselin, Saint-Michel de Cuxa et autres cloîtres
  - Abbé Joseph Toussaint, L’Hôtel-Dieu de Coutances
- 1976 : 
  - René Borricand, Nobiliaire de Provence
  - Amédée Carriat, Dictionnaire bio-bibliographique des auteurs du Pays creusois
  - Pierre Doudier, Villages comtois sous la Révolution et l’Empire
  - Georges Grossi, Arles, notre Rome gauloise. Son apogée au siècle de Constantin
  - Alype-Jean Noirot, La vallée d’Aillant dans le département de l’Yonne
  - Dr Jean Prouzet, Les guerres de religion dans les pays de l’Aude
  - Gabrielle Sentis, L’art du briançonnais
- 1978 : 
  - Gustave Doumerc, Histoire de Revel en Lauragais
  - Robert Faure, Mes moissons en mon Pays d’Oc
  - Lucienne Jouan, Asnières-sur-Seine au cours des siècles
  - Maxime Le Grelle, Brouage-Québec: foi de pionniers
  - Roland Moreau, Histoire basque : Ascain
  - Rose-Léone Moulierac-Lamoureux, Le Comtat Venaissin Pontifical (1229-1791)
  - Jean-Marie Tournebize, Nogent-sur-Oise
  - Jean Viallet, Lavaudieu et son monastère de Bénédictins

### Années 1980
- 1980 : 
  - Marcel Baudot, Normandie bénédictine
  - Pierre Briffaut, Les Étainiers du Haut-Escaut (Cambrai-Valenciennes-Tournai)
  - Louis Dulieu, La Médecine à Montpellier (La Renaissance)
  - Xavier Duquenne, Le château de Seneffe
  - Georges Fabre, Au cœur de la Cévenne. Avec ses écrivains
  - Léon Gruart, Le diocèse de Senlis et son clergé pendant la Révolution
  - Roger Merle, Les grandes affaires criminelles de Toulouse
  - Annie de Pous, Le Pays et la Vicomté féodale de Fenollède
- 1982 :
  - Claude-Paul Couture, La déportation raciale en Seine-Maritime de 1940 à 1944
  - Bernard Plessy, Au pays de Gaspard des Montagnes
  - Jean Roques, Castelnau de Levis
- 1984 :
  - Pierre Desportes, Histoire de Reims
  - Pierre Doudier, Foncine-le-Haut (1815-1980)
  - Zoltan-Étienne Harsany, La vie à Aix-les-Bains sous la Révolution, le Consulat et l’Empire (1792-1815)
  - Georges Poisson, Dix siècles à Montfort-L’amaury
  - Gabrielle Sentis, La légende dorée des Hautes-Alpes
- 1986 : Jean-Denis Bergasse, Pierre-Paul Riquet et le canal du Midi dans les arts et la littérature
- 1988 : 
  - Christian Duverger, La conversion des Indiens de Nouvelle-Espagne
  - Jean-Bernard de Vaivre, Ensemble de ses travaux historiques et archéologiques

### Années 1990
- 1990 : 
  - Jacques Coquelle, La Mémoire de Vermand, La communauté antique, La communauté canoniale, La communauté des habitants
  - Jean Corre, Un village bourbonnais sous la Révolution : Busset
  - Nicole Descours, Les Quatre Saisons de Colin, Compagnon du pays d’Oc
  - Georges Rodrigues, L’Église en Aunis et Saintonge
- 1992 :
  - Guy Bernard, Aizecq, au fil du temps !
  - R.P. Jean Vinatier, Histoire religieuse du Bas-Limousin et du Diocèse
- 1994 : 
  - Claude Bourgeois, Divona, Divinités et ex-voto, Monuments et sanctuaires du culte gallo-romain de l’eau
  - Paul Feuilloley, Beaurepaire, Regards sur son passé
  - Louis Fruchard, Les Quatre guerres à Châtillon-sur-Sèvre, capitale de la Vendée militaire
  - Maurice Hamon et Dominique Perrin, Au cœur du XVIIIe siècle industriel. Condition ouvrière et tradition villageoise à Saint-Gobain
  - Robert Legrand, Dix ans de conflits en Picardie
  - Guy Schyler, Guestier, Souvenirs familiaux et documents
  - Bernard Vogler, Histoire culturelle de l’Alsace
- 1995 : 
  - Jacob Oliel, Les Juifs au Sahara. Le Touat au Moyen Âge
  - Emmanuel du Rusquec, Le Parlement de Bretagne, 1554-1994
- 1996 : 
  - Pierre Pommarède, Charles-Marie de Féletz. Un immortel bien oublié
  - Jacques Robert, Sussargues. À la recherche des habitants d’un village du Languedoc à travers les siècles
  - Sœur Marie-Claire Tihon, Verneuil-sur-Seine. Une grande histoire
- 1997 : 
  - André Besson, Mon pays comtois
  - René Crozet, Les Saints d’Auvergne
  - André Gazagnes, Saint-Pargoire
  - Michel Giraud, Histoire de l’Île-de-France
  - Simone Herry, Une ville en mutation, Strasbourg au tournant du grand siècle
  - Alexandre de La Cerda, Pays basque. Entre Nive et Nivelle
  - Philippe Raxhon, La Mémoire de la Révolution française. Entre Liège et Wallonie
- 1998 : 
  - R.P. Gérard Bessière, Luzech, au XXe siècle
  - Louis Gaussen, Sommières et son histoire
- 1999 : 
  - Jean-Paul Besse, Gisors dans l’Histoire
  - Jean-Pierre Rorive, La Guerre de siège sous Louis XIV, en Europe et à Huy

### Années 2000
- 2000 :
  - Georges Gojat, Le Bugey, de l’Ancien Régime à la Révolution
  - Manoëlle Miquel-Regnauld, La Normandie et les femmes célèbres
- 2001 :
  - Lydie Belmonte, De " la Petite Arménie " au boulevard des Grands Pins
  - Jacques Messiant, Hondeghem, Portrait d’un village des Flandres
  - Michel Taillefer, Vivre à Toulouse sous l’Ancien Régime
- 2002 : Maurice Chevaly, Le Grand Livre de la Provence, de l’Antiquité aux troubadours
- 2003 : Bruno Demoulin et Jean-Louis Kupper, Histoire de la principauté de Liège, de l’an mille à la Révolution
- 2004 : Henri Pigaillem, Les Grandes Heures de l'abbaye de Saint-Benoît-sur-Loire, Beauchesne
- 2006 : Michel Vergé-Franceschi, Pasquale Paoli, un Corse des Lumières, Fayard
- 2007 : Jean-Pierre Blay, Les Princes et les jockeys, Atlantica
- 2008 : Jean-Louis Biget, Hérésie et inquisition dans le midi de la France, Picard
- 2009 : Pierre-Jean Souriac, Une guerre civile. Affrontements religieux et militaires dans le Midi toulousain (1562-1596), Seyssel, Champ Vallon, 2008

### Années 2010
- 2011 : Ludovic Frobert,  Les Canuts ou la démocratie turbulente : Lyon 1831-1834, Tallandier, 2009
- 2013 : Étienne Bourdon, Le Voyage et la découverte des Alpes. Histoire de la construction d’un savoir (1492-1713)
- 2018 : Jacques-Olivier Boudon, Le Plancher de Joachim. L’histoire retrouvée d’un village français, Belin, 2017

### Années 2020
- 2023 : Antoine Prost, Orléans 1911, Paris, CNRS Editions, 2022, 204 p.  (ISBN 978-2-27113-947-4)